# Rosi Sexton
Pour les articles homonymes, voir Sexton.
Rosi Sexton, née le 16 juillet 1977 à Versailles en France, est une pratiquante anglaise d'arts martiaux mixtes (MMA). Elle a annoncé officiellement sa retraite le 20 juin 2014.

## Biographie
Rosi Sexton est née à Versailles. Quand elle est jeune, ses parents déménagent en Angleterre. Elle étudie au 'Kendrick School' et ensuite à l'Université de Manchester. Elle devient mathématicienne.

## Carrière en MMA

### Distinctions
- Cage Warriors Fighting Championship
  - Championne féminine Cage Warriors 132 lb (60 kg) (le 26 novembre 2005 face à Dina Van den Hooven).

## Palmarès en arts martiaux mixtes
| 18 combats     | 13 victoires | 5 défaites |
| Par KO         | 2            | 3          |
| Par soumission | 7            | 0          |
| Sur décision   | 4            | 2          |

| Résultat | Record | Adversaire           | Méthode                               | Événement                                       | Date              | Round | Temps | Lieu                                    | Notes                                                   |
| -------- | ------ | -------------------- | ------------------------------------- | ----------------------------------------------- | ----------------- | ----- | ----- | --------------------------------------- | ------------------------------------------------------- |
| Défaite  | 13-5   | Joanna Jedrzejczyk   | KO (coups de poing)                   | CWFC 69: Super Saturday                         | 7 juin 2014       | 2     | 2:36  | Londres, Angleterre                     |                                                         |
| Défaite  | 13-4   | Jéssica Andrade      | Décision unanime                      | UFC Fight Night 30: Machida vs. Munoz           | 26 octobre 2013   | 3     | 5:00  | Manchester, Angleterre                  |                                                         |
| Défaite  | 13-3   | Alexis Davis         | Décision unanime                      | UFC 161: Evans vs. Henderson                    | 15 juin 2013      | 3     | 5:00  | Winnipeg, Manitoba, Canada              |                                                         |
| Victoire | 13-2   | Aisling Daly         | Décision unanime                      | CWFC 47: Cage Warriors Fighting Championship 47 | 2 juin 2012       | 3     | 5:00  | Dublin, Irlande                         | Demi-finale du tournoi féminin CWFC poids mouches       |
| Victoire | 12-2   | Roxanne Modafferi    | Décision unanime                      | CWFC 40: Cage Warriors Fighting Championship    | 26 février 2011   | 3     | 5:00  | Londres, Angleterre                     |                                                         |
| Victoire | 11-2   | Sally Krumdiack      | TKO (coups de poing)                  | Cage Warriors 39: The Uprising                  | 27 novembre 2010  | 2     | 4:07  | Cork, Irlande                           |                                                         |
| Défaite  | 10–2   | Zoila Frausto Gurgel | KO (coups de genou et coups de poing) | Bellator 23                                     | 24 juin 2010      | 1     | 2:00  | Louisville, Kentucky, États-Unis        |                                                         |
| Victoire | 10–1   | Valerie Coolbaugh    | Soumission (clé de bras)              | Bellator 12                                     | 19 juin 2009      | 1     | 3:40  | Hollywood, Floride, États-Unis          |                                                         |
| Victoire | 9–1    | Debi Purcell         | Décision partagée                     | ShoXC: Hamman vs. Suganuma 2                    | 15 août 2008      | 3     | 3:00  | Friant, Californie, États-Unis          |                                                         |
| Victoire | 8-1    | Julia Berezikova     | Soumission (clé de bras)              | BodogFight: Vancouver                           | 2 août 2007       | 2     | 1:49  | Vancouver, Colombie-Britannique, Canada |                                                         |
| Victoire | 7-1    | Tomomi Sunaba        | Décision technique unanime            | BodogFight: Costa Rica                          | 17 février 2007   | 2     | 1:05  | San José, Costa Rica                    |                                                         |
| Victoire | 6-1    | Carina Damm          | Soumission (clé de bras)              | BodogFight: St. Petersburg                      | 16 décembre 2006  | 1     | 4:15  | Saint-Pétersbourg, Russie               |                                                         |
| Défaite  | 5-1    | Gina Carano          | KO (coups de poing)                   | WPFC 1: World Pro Fighting Championships        | 15 septembre 2006 | 2     | 4:55  | Las Vegas, Nevada, États-Unis           |                                                         |
| Victoire | 5-0    | Dina Van den Hooven  | TKO (arrêt du coin)                   | CWFC: Strike Force 4                            | 26 novembre 2005  | 3     | 5:00  | Coventry, West Midlands, Angleterre     | Remporte le titre féminin Cage Warriors 132 lb (60 kg). |
| Victoire | 4-0    | Kelli Salone         | Soumission (clé de bras)              | P&G 1: Pride and Glory 1                        | 1er février 2004  | 1     | 3:45  | Cardiff, Pays de Galles                 |                                                         |
| Victoire | 3-0    | Carla O'Sullivan     | Soumission (étranglement arrière)     | CWFC 3: Cage Warriors 3                         | 16 mars 2003      | 1     | NC    | Southampton, Hampshire, Angleterre      |                                                         |
| Victoire | 2-0    | Serena Saunders      | Soumission (clé de bras)              | CWFC 1: Armageddon                              | 27 juillet 2002   | 1     | 0:40  | Londres, Angleterre                     |                                                         |
| Victoire | 1-0    | Angela Boyce         | Soumission (clé de bras)              | G&S 5: Grapple & Strike 5                       | 11 mai 2002       | 3     | NC    | Worcester, Angleterre                   |                                                         |

## Vie privée
Rosi Sexton a un fils né en 2005.